# 233 (szám)
A 233 (római számmal: CCXXXIII) egy természetes szám, prímszám, Fibonacci-szám.

## A szám a matematikában
A tízes számrendszerbeli 233-as a kettes számrendszerben 11101001, a nyolcas számrendszerben 351, a tizenhatos számrendszerben E9 alakban írható fel.
A 233 páratlan szám, prímszám, azon belül Eisenstein-prím és Sophie Germain-prím. Normálalakban a 2,33 · 102 szorzattal írható fel.
Pillai-prím.
A 233 Fibonacci-prím.
A 233 négyzete 54 289, köbe 12 649 337, négyzetgyöke 15,26434, köbgyöke 6,15345, reciproka 0,0042918. A 233 egység sugarú kör kerülete 1463,98218 egység, területe 170 553,92357 területegység; a 233 egység sugarú gömb térfogata 52 985 418,9 térfogategység.
A 233 helyen az Euler-függvény helyettesítési értéke 232, a Möbius-függvényé −1, a Mertens-függvényé −1.